# تپه زرنگ زنگ
تپه زرنگ زنگ مربوط به عصر برنز - عصر آهن است و در شهرستان نهاوند، بخش گیان، دهستان گیان، روستای سرخلیجه واقع شده و این اثر در تاریخ ۲۵ آبان ۱۳۸۷ با شمارهٔ ثبت ۲۳۷۲۸ به‌عنوان یکی از آثار ملی ایران به ثبت رسیده است.